# Joshua Wong
Joshua Wong (Hong Kong, 13 de octubre de 1996) es un activista político estudiantil de Hong Kong fundador del movimiento Escolarismo (Scholarism), formado por estudiantes de educación secundaria y de universidad. Fue una de las figuras clave de las Protestas en Hong Kong de 2014 y fue considerado por CNN como "el más prominente de los líderes de la protesta estudiantil de Hong Kong". Fue Secretario del Partido Político liberal de Hong Kong, Demosistō, el cual fue fundado en 2016 y disuelto en 2020.
Algunos medios le llamaron el «heredero de Tiananmen» en referencia a la protesta de 1989. Joshua ha aparecido en la portada de la revista Time donde fue llamado "la voz de una generación", ha sido listado entre los adolescentes más influyentes del 2014, y la revista Fortune lo listó entre los 50 líderes más grandes del mundo en el 2015.
Según Isidre Amorós, corresponsal en Pekín del diario español La Vanguardia, Wong «se ha convertido en una pesadilla para las autoridades de China y de Hong Kong». Ha publicado un libro titulado No soy un héroe y es actual Secretario General de Demosistō, un partido político fundado por él en el 2016 para defender la independencia de Hong Kong, pero que se disolvió en junio de 2020. Existe la posibilidad de que sea procesado por la Ley de Seguridad Nacional.

## Biografía

### Inicios y formación
Wong fue criado en una familia de clase media. Sus padres le inculcaron la religión protestante. Su padre, estaba interesado en predicar el Evangelio a gente más pobre de Hong Kong, por lo cual, solía llevar a Joshua a visitar zonas marginadas del país, lo que infundió en él un interés por las personas menos privilegiadas.
Wong estudió en el United Christian College (Universidad Cristiana Unida) en Kowloon East, pero es actual estudiante de la Universidad Abierta de Hong Kong (OUHK).  Una de sus figuras de inspiración se volvió Wang Dang, uno de los líderes de la movilización de 1989 en la Plaza de Tianmenn.

### Activismo en 2011
Joshua se empezó su activismo político en 2011. Al año siguiente, con sólo 15 años, comenzó a ser conocido por encabezar el movimiento de oposición al proyecto del gobierno chino de introducir en las escuelas de Hong Kong una asignatura obligatoria llamada Educación Moral y Nacional que pretendía adoctrinar a los estudiantes con una ideología que alababa el comunismo y el nacionalismo del gobierno chino, y condenaba la democracia y el republicanismo del mundo occidental.  Algunos de sus compañeros activistas estudiantiles son amistades de la iglesia de la que forma parte.
Durante la movilización llegó a mantener un debate televisivo con el jefe del gobierno de Hong Kong Yeung Chun Ying, a quien se negó a darle la mano cuando finalizó para demostrar que no se había doblegado. El movimiento encabezado por Wong tuvo éxito y la asignatura nunca se implantó.

### Activismo en 2014
En septiembre de 2014 encabezó una nueva protesta de los estudiantes contra la reforma electoral aprobada por el gobierno de China y dada a conocer el 31 de agosto según la cual los votantes en las elecciones de Hong Kong previstas para 2017 sólo podrán escoger entre una terna de candidatos «patriotas» seleccionados previamente por un comité controlado por el Partido Comunista de China. Esta reforma contraviene el principio un país, dos sistemas que se acordó cuando en 1997 Hong Kong se reincorporó a China, y según el cual sus ciudadanos podrían elegir a su gobierno mediante sufragio universal a partir de 2017.

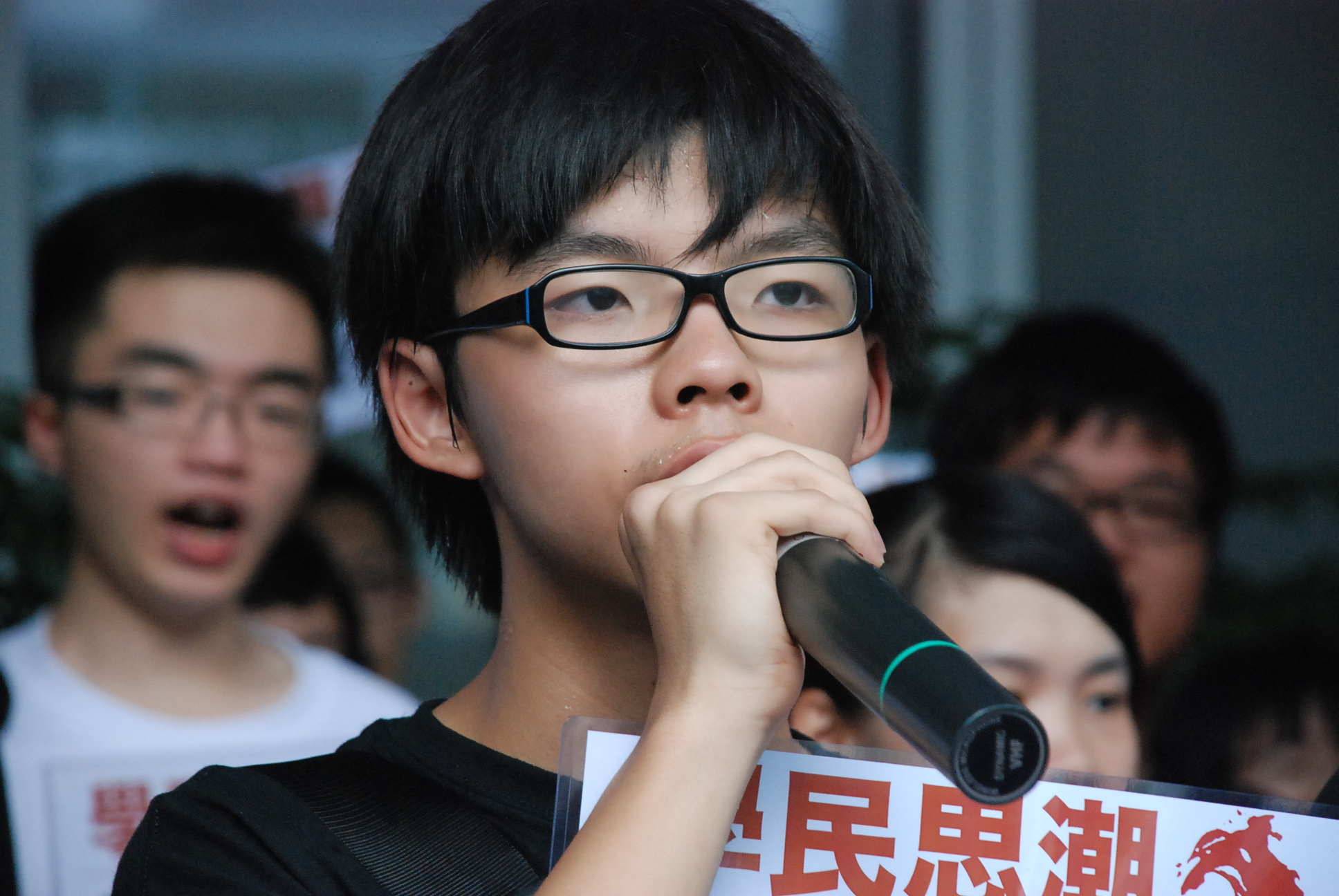

En unas declaraciones al Financial Times Wong manifestó: «Luchamos por nuestro objetivo, sin analizar las posibilidades de éxito. Si tienes que considerar la posibilidad de lograr o no tu objetivo, no debes implicarte en un movimiento social o estudiantil». En la CNN dijo: «Si tienes la mentalidad de que la lucha por la democracia es una larga e interminable guerra, te lo tomarás con calma y nunca lo conseguirás. Hay que ver cada batalla como la batalla final; sólo entonces tendrás la determinación de luchar». También ha declarado que «la gente no debería tener miedo de su gobierno, sino que es el Gobierno quien debería tener miedo de su gente». La protesta impulsada por Joshua se ha basado en el principio de la no violencia.
El viernes 26 de septiembre de 2014 fue detenido por la policía de Hong Kong, junto con casi un centenar de estudiantes, y el juez denegó la petición de libertad bajo fianza. Unos días antes el Diario del Pueblo, órgano del Partido Comunista Chino, había advertido que «los estudiantes que participen en la huelga deberán asumir una pesada responsabilidad, deberán ser castigados si sus actividades transgreden la ley». Finalmente Wong fue puesto en libertad el domingo 28 de septiembre.
El 25 de noviembre,  Joshua volvió a ser arrestado junto a Lester Shum y casi 200 personas, en una operación de limpieza por la policía que tuvo lugar en Mong Kok. Se le acusó del cargo de obstrucción de vía pública, aunque, de acuerdo a su abogado, el arresto fue debido a motivos políticos. A su salida, Wong denunció que fue objeto de violencia policiaca.

### Activismo en 2015
El 16 de enero de 2015, Wong volvió a ser arrestado brevemente acusado de haber incitado y llamado a una reunión no autorizada. De acuerdo a la revista Times, el gobierno chino comenzaría a ver como blancos a los involucrados en las protestas.
El 26 de mayo Wong fue deportado a su país desde Malasia, país que le prohibió la entrada debido a que lo consideraba una amenaza "indeseable", además de los líderes que le consideraban una mala influencia religiosa que pudiera poner en riesgo la alianza con el gobierno de China.
A dos de la realización de una protesta en favor a la libertad de expresión, el 28 de junio, Wong y su novia Tiffany Chin Sze-man fueron atacados en Tai Kok Tsui por un hombre desconocido cuyas acciones enviaron a los jóvenes al Hospital Kwong Wah en Yau Ma Tei. Nadie fue arrestado por el ataque y líderes activistas y demócratas hongkonenses en favor del sufragio universal condenaron el hecho.
El 19 de agosto, la policía de Hong Kong presentó cargos formalmente contra Wong, con el argumento de que el joven incitaba a otras personas a reunirse en reuniones ilícitas y él mismo participaba en asambleas ilegales junto a Alex Chow, el antiguo líder de la Federación de Estudiantes de Hong Kong. Poco después, se dio a conocer que Wong sería enjuiciado el 30 de septiembre.

### Demosistō
En abril de 2016, Wong fundó un nuevo partido político, Demosistō, junto a otros líderes del Escolarismo, incluyendo Agnes Chow y Oscar Lai y otros líderes estudiantiles. Esto fue después de que el grupo de estudiantes activistas original se disolviera. El partido aboga por una consulta popular para determinar la soberanía de Hong Kong después del año 2047, fecha en la que expira el principio del sistema de "Un país, Dos Sistemas", según lo prometido en la declaración conjunta chino-británica y la Ley Básica de Hong Kong. 
De acuerdo a Wong, la decisión fue tomada al darse cuenta de que "el activismo en las calles no es suficiente" si se quiere un mejor futuro para su nación, pues en su opinión es necesario "ingresar al sistema, crear un partido político y moldear la agenda política con el fin de impulsar nuestro movimiento por auto-determinación".
Como el fundador y secretario general del partido, Wong también planea impugnar en la elección 2016 del Consejo Legislativo. Sin embargo, debido a su edad, presentó una solicitud de revisión judicial de las leyes electorales en octubre de 2015 para reducir la edad mínima de los candidatos, de 21 a 18.
El partido Demosisto se disolvió el 30 de junio de 2020, cuando entró en vigor la nueva ley de Seguridad Nacional que el gobierno de Pekín impuso en Hong Kong.

### Procesos judiciales y activismo en 2019-2021
En 2018 el Tribunal Supremo de Hong Kong revocó la pena de cárcel de entre 6 a 8 meses a la que había sido condenado junto con otros dos líderes estudiantiles de la Revolución de los Paraguas de 2014: Alex Chow y Nathan Law. Sin embargo, en 2019 cumplió una pena de cárcel de tres meses por cargos relacionados con los hechos de 2014. Salió de prisión el 17 de junio de 2019, justo al día siguiente de la segunda gran manifestación que se celebró en Hong Kong para pedir la retirada definitiva del proyecto de ley de extradición a China y la dimisión de la jefa del gobierno Carrie Lam. «Hace cinco años, cuando se disolvió el Movimiento de los Paraguas, dijimos que volveríamos. Y cinco años después, después de sufrir represión política y presiones, lo hemos hecho. Lo hemos conseguido», declaró Wong tras recuperar la libertad. Un día después anunció nuevas movilizaciones hasta que la jefa de gobierno Lam dimita, se anulen los cargos contra los activistas detenidos en las protestas y se retire definitivamente el proyecto de ley de extradición a China.
El 30 de agosto de 2019 fue detenido de nuevo por la policía junto a otros activistas en favor de la democracia. Tras ser puesto en libertad condicional viajó a Berlín donde se entrevistó con el ministro de asuntos exteriores alemán Heiko Maas, lo que motivó las protestas del gobierno chino. En sus declaraciones a la prensa alemana comparó la situación de Hong Kong con la de Berlín durante la Guerra Fría. Después viajó a Estados Unidos para seguir recabando apoyos internacionales para su causa.
En el verano de 2020 las autoridades de Hong Kong le denegaron el permiso para poder presentarse como candidato a las elecciones legislativas que iban a celebrarse en septiembre y que finalmente no tuvieron lugar a causa de la pandemia de COVID-19.
El 2 de diciembre de 2020 fue condenado por un tribunal de Hong Kong, junto con otros dos activistas, a trece meses y medio de prisión por su participación en el cerco de una comisaría durante las protestas del año anterior. En un comunicado, distribuido a través de sus abogados, Wong declaró que la sentencia no era el final de la lucha. “Tenemos ante nosotros otro campo de batalla complicado. Seguiremos la lucha en la cárcel junto con muchos otros manifestantes valientes, menos visibles pero esenciales en el combate por la democracia y la libertad para Hong Kong”. Era su tercera condena a prisión por su activismo prodemocrático.
Mientras estaba en prisión la policía registró su apartamento en el curso de la gran redada contra la oposición democrática llevada a cabo por la policía el 6 de enero de 2021 en aplicación de la contestada Ley de Seguridad Nacional aprobada por el gobierno de Pekín en junio de 2020.

## Controversias y polémicas
En el mes de septiembre de 2019, Joshua Wong se vio envuelto en una polémica con el gobierno chino debido a su reunión con el ministro de Relaciones Exteriores de Alemania. La portavoz del Ministerio de Relaciones Exteriores de China, Hua Chunying, citada por Reuters, afirmó: "China expresa un fuerte descontento por el hecho de que el Gobierno alemán permitió a los radicales de Hong Kong visitar Alemania. Además, el ministro de Relaciones Exteriores alemán, Heiko Maas, también se comunicó con estas personas. Expresamos por ello una enérgica protesta y descontento".
También fue objeto de controversia su supuesto encuentro con el jefe de los "Cascos Blancos" sirios, Raed Al Saleh, en un evento en Berlín en septiembre. Poco antes, a principios de agosto, Wong había sido fotografiado hablando con Julie Eadeh, funcionaria del consulado general de EE. UU. en Hong Kong, lo que levantó las protestas del Ministerio de Asuntos Exteriores de China. “Esto una vez más atestigua la insignificancia, la hegemonía y la arrogancia de los políticos estadounidenses”, se decía en el comunicado del ministerio chino.